# Boulardus concinnus
Boulardus concinnus är en insektsart som beskrevs av Nielson 1983. Boulardus concinnus ingår i släktet Boulardus och familjen dvärgstritar. Inga underarter finns listade i Catalogue of Life.